# 埃克托尔·奥利韦拉
埃克托尔·奥利韦拉（西班牙語：Héctor Olivera，1985年4月5日—），古巴男子棒球运动员。他曾代表古巴国家队参加2008年夏季奥林匹克运动会棒球比赛，获得一枚银牌。他也曾出战2011年泛美运动会。